# مرت رمضان دمیر
مرت رمضان دمیر (به ترکی استانبولی: Mert Ramazan Demir؛ زادهٔ ۲۸ ژانویه ۱۹۹۸) بازیگر اهل ترکیه است.
شریک زندگی : ندارد و در فیلم های    سابقه  برهنه، معلم، زمان مرگ، چشم‌چران عمارت، بشقاب پرنده و شاهماران را در کارنامه هنری خود دارد .

## زندگی‌نامه و تحصیلات
دمیر در ۲۸ ژانویه ۱۹۹۸ در شهر استانبول به دنیا آمد. او فرزند پنجم خانواده است. مادرش خانه‌دار و پدرش تاجر است. او در  موسسه Dialog Anlatim Iletisim و استودیو بازیگری میشل دانر آموزش بازیگری دیده است.

## حرفه
دمیر نقش‌های کوچکی در فیلم‌های مختلف ایفا کرد و در سال ۲۰۱۹ اولین بازی خود را در فیلم من تو هستم به کارگردانی سونیا ناصری کول انجام داد و در کنار داملا سونمز، کانسو توسون و اوشان چاکیر به ایفای نقش پرداخت. پس از آن در سال ۲۰۲۰، او به شخصیت اصلی مینی‌سریال برهنه به کارگردانی کان اورنول ساخته بلو BluTV تبدیل شد و به شهرت رسید. در همان سال، در مجموعه تلویزیونی معلم بازی کرد و توجه ها را به خود جلب کرد. سال ۲۰۲۱، در مجموعه تلویزیونی جنایی سورئال زمان مرگ بازی کرد. 
در سال ۲۰۲۲، به طور مشترک با ایپک فیلیز یازیجی نقش‌‌های اصلی فیلم سینمایی بشقاب پرنده تولید نتفلیکس را به عهده گرفتند. در سال ۲۰۲۲ در مجموعه تلویزیونی چشم‌چران عمارت با افرا ساراچ‌اوغلو و چتین تکیندور نقش اصلی را ایفا می‌کنند. در سال ۲۰۲۳، به همراه سرنای ساریکایا و بوراک دنیز در مجموعه تلویزیونی فانتزی شاه‌ماران ساخته نتفلیکس بازی کرد.

## فیلم‌شناسی
| مجموعه تلویزیونی | مجموعه تلویزیونی     | مجموعه تلویزیونی | مجموعه تلویزیونی | مجموعه تلویزیونی |
| سال              | عنوان                | نقش              | شبکه تلویزیونی   | توضیحات          |
| ---------------- | -------------------- | ---------------- | ---------------- | ---------------- |
| ۲۰۰۸             | خیابان‌های پشتی       | آتش              |                  |                  |
| ۲۰۱۶             | تلخ شیرین            | دانش آموز        |                  |                  |
| ۲۰۱۷             | فضیلت خانم و دخترانش | رمضان دمیر       |                  | ۱ قسمت           |
| ۲۰۱۹             | در صدای تو عشق هست   |                  |                  |                  |
| ۲۰۲۰             | برهنه                | جم               |                  | ۸ قسمت           |
| ۲۰۲۰             | معلم                 | آتش              |                  | ۹ قسمت           |
| ۲۰۲۱             | زمان مرگ             | آیهان            |                  | ۸ قسمت           |
| ۲۰۲۲-۲۰۲۵        | چشم‌چران عمارت        | فرید کورهان      | استار تی‌وی       | نقش اصلی         |
| ۲۰۲۳             | شاهماران             | جهان             | نتفلیکس          | ۸ قسمت           |

| فیلم سینمایی | فیلم سینمایی   | فیلم سینمایی   | فیلم سینمایی |
| سال          | عنوان          | نقش            | توضیحات      |
| ------------ | -------------- | -------------- | ------------ |
| ۲۰۱۵         | آسکوپات        |                |              |
| ۲۰۱۹         | جاسوس استانبول | جاسوس استانبول |              |
| ۲۰۱۹         | سه حرف: نذری   | متین           |              |
| ۲۰۱۹         | من تو هستم     | اکرام          |              |
| ۲۰۲۲         | بشقاب پرنده    | اسه            |              |